# Horst Sebastian
Horst Sebastian (* 14. Januar 1928 in Mannheim; † 25. Dezember 1986) war ein deutscher Zahnarzt und Standespolitiker.

## Leben
Nach dem Besuch der Volksschule absolvierte er die Oberschule für Jungen am Kaiser-Karl-Ring in Mannheim und am Realgymnasium in Buchen. 
Militärdienst von Januar 1944 bis April 1945 als Luftwaffenhelfer. Von 1948 bis 1953 verschiedene Studien zur Medizin und Psychologie (ohne Abschluss) an der Universität Heidelberg. Studium der Zahnheilkunde an der Universität Mainz 1954 bis 1956, Promotion zum Dr. med. dent. am 20. Dezember 1956. 1956 bis 1959 verschiedene Tätigkeiten als Assistent in zahnärztlichen Praxen. November 1959 bis Januar 1963 Assistent an der Universitätsklinik und Poliklinik für Zahn-, Mund- und Kieferkrankheiten in Mainz. Ab 1963 Tätigkeit als niedergelassener Zahnarzt in eigener Praxis in Mainz.
- 1974–1986 Vorsitzender der Kassenzahnärztlichen Vereinigung Rheinhessen.
- 1974–1986 Hauptschriftleitung der Informationen für den Zahnarzt in Rheinland-Pfalz.
- 1975–1986 Vorsitzender der Bezirkszahnärztekammer Rheinhessen.
- 1977–1986 Mitglied des Vorstandes der Landeszahnärztekammer Rheinland-Pfalz
- 1977–1981 Vizepräsident des Bundesverbandes der Deutschen Zahnärzte (Bundeszahnärztekammer)
- 1981–1986 Präsident des Bundesverbandes der Deutschen Zahnärzte (Bundeszahnärztekammer)
- 1981–1986 Schatzmeister der Fédération Dentaire Internationale,
- 1982–1986 Delegationsleiter und Delegierter der deutschen Delegation bei der Fédération Dentaire Internationale; Delegierter der Europäischen Union der Zahnärzte (ERO), Mitglied des beratenden Ausschusses für zahnärztliche Ausbildung der EG in Brüssel
- 1982–1983 Präsident des Zahnärztlichen Verbindungsausschusses zur EG
- 1983 Berufung in den Bundesgesundheitsrat
- 1984 Ehrenmitglied der Associacao Portuguesa de Odontologia (Portugiesischer Zahnärzteverband)
- 1984 Ehrenmitglied der American Dental Association (US-amerikanischer Zahnärzteverband)
- 1984 Fellow der Academy of Dentistry International
- 1984 Ernennung zum Sanitätsrat durch den Minister für Umwelt und Gesundheit des Landes Rheinland-Pfalz, Dr. Klaus Töpfer

## Leistungen

### KZV Rheinland-Pfalz
Während seiner Amtszeit in der Kassenzahnärztlichen Vereinigung Rheinland-Pfalz (KZV RPL) reformierte Horst Sebastian die Landeskammer. Der während seiner Amtszeit errichtete Neubau des Regionalzentrums in Mainz wurde posthum in „Horst-Sebastian-Haus“ umbenannt. Weiterhin vergibt die KZV RLP für besondere Verdienste die Horst-Sebastian-Medaille.

### Bundeszahnärztekammer
Als Präsident der Bundesverband Deutscher Zahnärzte (BDZ), heute Bundeszahnärztekammer engagierte sich Horst Sebastian erfolgreich für die Belange der deutschen Zahnärzteschaft. Aber er forderte ebenso nachdrücklich von den Mitgliedern des BDZ einen gesellschaftlich vernetzten politischen Zahnarzt, der über seine berufliche Tätigkeit hinaus sich aktiv in die Gesellschaft einbringt. Diese ständige Ermahnung wirkt auch über seine Amtszeit hinaus prägend für das Selbstverständnis der Zahnärzteschaft. So schreibt der Präsident der LZK RPL, Dr. Michael Rumpf im Jahre 2009: „Ausgehend von Rheinland-Pfalz, seit Horst Sebastian, haben wir tatsächlich eine Politisierung des Berufsstandes vollbracht.“. Auch schreibt anlässlich des hundertjährigen Bestehens der Zahnärztlichen Mitteilungen (zm) das Verbandsorgan der zahnärztlichen Standesorganisationen im Jahre 2010: „Mit der Wahl von Dr. Horst Sebastian bekam die Verbandspolitik des BDZ eine neue Dimension. Einerseits verstärkte der neue Präsident die internationalen Aktivitäten, andererseits konzentrierte er den Blick auf gesellschaftliche und kulturelle Aspekte des Freien Berufs Zahnärztin/Zahnarzt. Unter Sebastians Präsidentschaft erlebten die Deutsche Zahnärzte-Bibliothek (DZB) und das Zahnärzte-Museum in Köln Blütezeiten, wurden die gesellschaftlich-kulturellen Beiträge des Standes herausgestellt und soziologische Themenstellungen behandelt […]“

### Hilfswerk Deutscher Zahnärzte
Sein besonderes Engagement galt der von C.H. Bartels gegründeten Stiftung Hilfswerk Deutscher Zahnärzte. Während seiner Amtszeit als Präsident der Bundeszahnärztekammer sorgte er unter anderem dafür, dass die notwendigen Mittel für den Bau eines Waisen-Kinderheims in Peru sowie für die Unterbringung und Ausbildung von 80 Mädchen sichergestellt wurden. Dieses mittlerweile größte Projekt des Hilfswerks liegt im Tal des heiligen Inka-Flusses Urubamba, ca. 30 min. Autofahrt von Cusco entfernt. Die hieraus entstandene Siedlung trägt den Namen „Dr.-Horst-Sebastian-Village“.